# 劳州
劳州，中国南北朝、唐朝时设置的州。
- 南朝梁中大通五年（533年），劳州刺史曹凤、东荆州刺史雷能胜等举城降北魏。曹凤、雷能胜, 都是蛮族，因其地授以州刺史。北魏沿置劳州，在今河南省唐河县东南。之后废除。
- 唐太宗贞观十三年（639年），以西赵蛮之地置羁縻州劳州，属黔州都督府，治所在今贵州荔波县东南百余里南捞村乡，辖境相当今贵州省荔波县。贞观二十一年（647年），改属充州都督府，唐高宗龙朔三年（664年）改属黔州都督府，武则天圣历元年（697年），改属庄州都督府，唐中宗景龙四年（710年），改属播州都督府，唐玄宗先天二年（713年）改属黔州都督府，天宝元年（742年）属黔中郡，隶黔中道。后属黔州都督府。唐宪宗元和二年（807年）属黔州经略招讨使。唐昭宗大顺元年（890年）属武泰军节度使。后晋天福八年（943年）州土官以其地附楚王馬希範。南宋宋理宗绍定元年（1228年），属绍庆府（治今重庆彭水），隶夔州路，后废。